# فالتر برايسكي
فالتر برايسكي (بالألمانية: Walter Breisky) ـ (8 يوليو 1871 ـ 25 سبتمبر 1944) هو موظف حكومي وسياسي نمساوي، كان ينتمي إلى الحزب الاجتماعي المسيحي. كان مستشارًا للنمسا في الجمهورية الأولى وشغل منصب مستشار النمسا ليوم واحد بعد استقالة يوهان شوبر في 26 يناير 1922.